# Wondjina

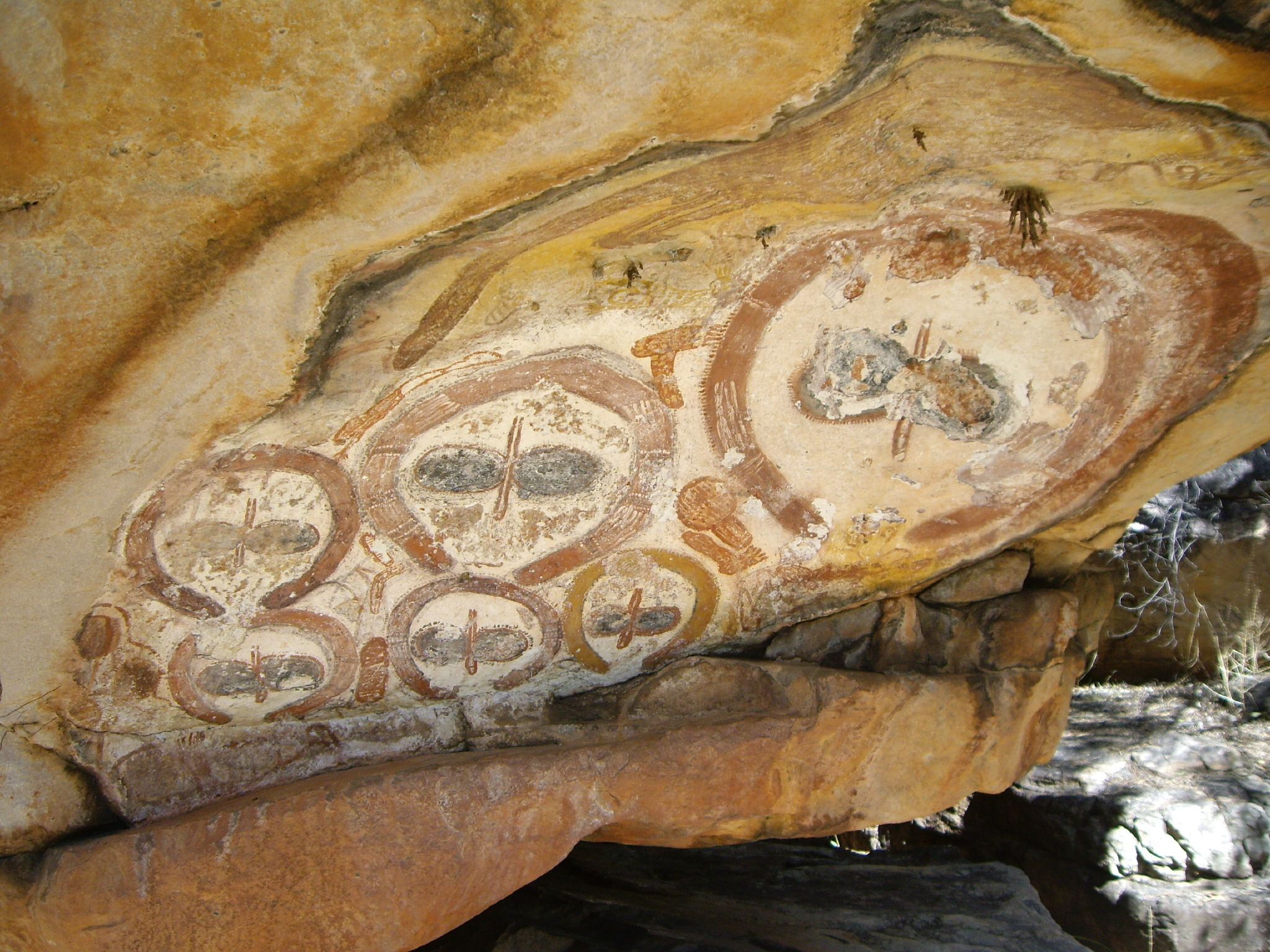
Wandjina en el arte rupestre.

En la mitología de los aborígenes australianos, los wondjina (o wandjina) fueron espíritus de la lluvia y las nubes quienes pintaron sus imágenes en las paredes de ciertas cuevas. Estos personajes antropomóficos carecían de boca (existía la creencia que las lluvias nunca cesarían si la tuvieran), la parte superior ensanchada y enormes cabezas con rostros semejantes a calaveras con ojos y nariz. Sus cabezas están aparentemente rodeadas por plumas o auras luminosas. Los "wondjinas" tienen en común colores de negro, rojo y amarillo sobre un fondo blanco.
Los aborígenes australianos son una sociedad cazadora primitiva de Australia. Objetos encontrados en varios lugares sugieren su presencia desde 174.000 A.C. La imaginación y mitología es parte de su cultura. Según las creencias de los indígenas, estos seres fueron los creadores del mar, de la tierra y de sus habitantes y que sus espíritus vivían en pequeños estanques. Un wondjina tenía poderes especiales y si era ofendido podía causar inundaciones e intensos relámpagos. Todavía creen que las representaciones rupestres de estos seres poseen poderes especiales y deben ser conservadas cuidadosamente.
Uno de estos "wondjinas", Walaganda se convirtió en la Vía Láctea. Pinturas de este estilo que representan seres mitológicos involucrados en la creación del mundo son a veces calificadas de "estilo Wondjina". 
El nombre Wandjina es usado por un personaje del Universo DC.